# Richard Taylor (calciatore)
Richard Akinfolarin Taylor (Hackney, 2 ottobre 2000) è un calciatore inglese, difensore del Bolton.

## Carriera
Ha giocato nelle giovanili del Burnley, club della prima divisione inglese, venendo anche occasionalmente aggregato alla prima squadra dei Clarets (senza tuttavia esordirvi) e trascorrendo nell'ottobre del 2018 anche un breve periodo in prestito nella Division One West della Northern Premier League (ottava divisione inglese) al Colne durante la sua militanza nel club. All'inizio della stagione 2019-2020 dopo un provino andato a buon fine firma un contratto con il Southend Utd, club della terza divisione inglese: fa il suo esordio con la nuova maglia (nonché in generale tra i professionisti) il 13 dicembre 2019, giocando da titolare nella vittoria casalinga per 3-1 contro l'AFC Wimbledon nel Football League Trophy; nel prosieguo della stagione, che il club conclude con una retrocessione, il difensore gioca inoltre anche 2 partite nella terza divisione inglese, mentre l'anno seguente disputa 12 incontri in quarta divisione (più una presenza in Coppa di Lega e 3 presenze nel Football League Trophy) per poi il 26 febbraio 2021 passare in prestito ai londinesi del Barnet, con i quali gioca 6 partite in quinta divisione. Nell'estate del 2021 il Southend United, nel frattempo retrocesso in quinta divisione, non rinnova il suo contratto in scadenza lasciandolo così svincolato.
Dopo dei provini con vari club per un periodo è tesserato dai londinesi del Dulwich Hamlet, in National League South (sesta divisione), ma di fatto dopo breve tempo lascia il club prima ancora di avervi esordito in competizioni ufficiali per salire di una categoria e firmare un contratto con un altro club londinese, il Dag & Red, militante in quinta divisione: rimane in rosa ai Daggers dal 23 novembre 2021 al 29 gennaio 2022 senza giocare nessuna partita in competizioni ufficiali, per poi in questa data trasferirsi nella seconda divisione irlandese al Waterford, con cui nel 2022 trascorre un campionato giocando da titolare (31 presenze ed una rete nella seconda divisione irlandese, play-off inclusi).
Il 1º gennaio 2023 firma un contratto fino al termine della stagione 2022-2023 con il St. Mirren, club della prima divisione scozzese, con il quale gioca 11 partite di campionato senza mai segnare. Viste le sue prestazioni viene riconfermato in squadra anche nella stagione 2023-2024 (23 presenze) e nella stagione 2024-2025, nella quale esordisce anche nelle competizioni UEFA per club, giocando 4 partite (tutte da titolare) nei turni preliminari della Conference League. Nell'estate del 2025 dopo complessive 2 reti in 71 partite di campionato giocate lascia la Scozia e va a giocare nella terza divisione inglese al Bolton.